# 서천공주고속도로
서천공주고속도로(舒川公州高速道路, 고속국도 제151호선)는 충청남도 서천군을 기점으로, 공주시를 종점으로 하는 대한민국의 고속도로이며 서해안고속도로의 지선이다.
2001년 12월 17일에 착공하여 2009년 5월 28일에 전 구간이 개통되었다. 고속도로의 개통을 앞두고 2009년 5월 23일에 일어난 노무현 전 대통령의 서거로 인하여 한국도로공사를 비롯한 관계부처는 개통식 일정의 연기나 또는 그대로 진행하되 축제 행사는 모두 취소하는 방법으로 개통식 행사 규모를 대폭 줄이는 방안을 놓고 논의를 거듭하였다.
이후 한국도로공사 충청본부는 예정대로 5월 28일에 행사를 진행하되, 해당 기간이 노무현 전 대통령의 국민장 기간인 것을 감안하여 규모는 대폭 축소하기로 하였다는 입장을 밝혔다. 이 날 오후 3시 한승수 전 국무총리와 정종환 전 국토해양부 (현.국토교통부) 장관을 비롯한 600명의 인사가 참석한 가운데 개통식이 치러졌고, 일반인 통행은 같은 날 오후 6시부터 허용되었다.개통 이후 서천과 공주 두 지역을 오가는 이동거리가 78.7km에서 61.3km로, 소요시간은 1시간 20분에서 40분으로 크게 단축되었다. 그러나 휴게소간의 간격이 커 사고 위험이 높다는 의견 또한 제기되었다.

## 역사
- 1997년 8월 27일 : 충청남도 공주시 우성면 ~ 서천군 기산면 구간을 고속국도 제25호선 공주서천고속도로(공주서천선)으로 지정[8]
- 1999년 1월 6일 : 2004년까지 공주서천고속도로 공주 ~ 청양 구간 신설을 위해 충청남도 공주시 우성면 방문리 ~ 청양군 목면 신흥리 10.85km 구간 도로구역 결정[9]
- 1999년 11월 11일 : 2006년까지 공주서천고속도로 청양 ~ 청남 구간 신설을 위해 충청남도 청양군 목면 신흥리 ~ 청남면 지곡리 7km 구간 도로구역 결정[10]
- 2001년 3월 10일 : 2006년까지 공주서천고속도로 홍산 ~ 서천 구간 신설을 위해 충청남도 부여군 홍산면 무정리 ~ 서천군 화양면 옥포리 23.4km 구간 도로구역 결정[11]
- 2001년 8월 25일 : 기점과 종점을 각각 공주 → 서천에서 서천 → 공주로 변경하고 노선 번호와 노선명을 고속국도 제17호선 서천공주고속도로(서천 ~ 공주선)로 변경[12]
- 2001년 12월 17일 : 동서천 나들목 ~ 서공주 분기점 전 구간 (61.36 km) 착공
- 2002년 7월 26일 : 2006년 12월까지 청남 ~ 홍산 구간 신설을 위해 충청남도 청양군 청남면 지곡리 ~ 부여군 홍산면 무정리 20.14km 구간 도로구역 결정[13]
- 2002년 8월 1일 : 교량 공사 착수
- 2005년 2월 21일 : 고속도로 건설공사 사업시행 기간을 모두 2009년으로 연기[14]
- 2006년 4월 24일 : 2009년까지 6공구 2.22km 구간 노선 변경으로 인해 충청남도 부여군 홍산면 무정리 ~ 서천군 화양면 옥포리 23.4km 구간 도로구역 변경[15]
- 2008년 1월 3일 : 고속국도 제151호선 서천공주고속도로로 노선번호 변경, 서해안고속도로의 지선이 됨[16]
- 2009년 5월 27일 : 서천터널 ~ 서공주 분기점 구간 제한속도를 최고 110km/h, 최저 60km/h 로 지정[17]
- 2009년 5월 28일 : 동서천 나들목 ~ 서공주 분기점 61.36 km 전 구간 개통[18]
- 2010년 9월 1일 : 서천터널 ~ 서공주 분기점 구간 제한속도를 최고 110km/h, 최저 50km/h 로 지정[19]
- 2010년 12월 28일 : 도로명주소에 동서천 나들목부터 서공주 분기점까지 61.36km 구간을 서천공주고속도로로 고시[20]
- 2015년 3월 27일 : 국토교통부고시로 기점을 '충청남도 서천군 화양면 옥포리', 종점을 '충청남도 공주시 우성면 방문리'로 명시[21]
- 2016년 9월 1일 : 서천터널 ~ 서공주 분기점 구간 제한속도를 최고 110km/h, 최저 50km/h 로 지정[22]
- 2024년 12월 2일 현재의 칠갑산 나들목으로 변경.
- 2024년 12월 10일 : 부여 분기점 개통

## 구성
동서천 나들목부터 동서천 분기점까지는 왕복 2차로, 동서천 분기점부터 서공주 분기점까지는 왕복 4차로로 구성되어 있으며, 분기점 시설 2개소, 나들목 시설 5개소를 갖추고 있다. 휴게소는 부여백제 휴게소와 청양 휴게소 2개소가 있는데, 이 가운데 부여백제휴게소만 개통과 동시에 정식 영업을 개시하였으며, 청양 휴게소는 주차장과 화장실 등의 간이시설만 우선 설치하여 추후 교통량이 증가할 경우 정규 휴게소를 설치 할 예정이다. 교량은 80개소, 터널은 5개소로 구성되어 있다.
총 연장
- 61.36km

제한속도
- 서천터널 ~ 서공주 분기점 : 최고 110km/h, 최저 50km/h
- 동서천 나들목 ~ 서천터널 : 최고 100km/h, 최저 50km/h

차로 수
- 동서천 나들목 ~ 동서천 분기점: 왕복 2차로
- 동서천 분기점 ~ 서공주 분기점: 왕복 4차로

### 터널
| 터널 이름 | 소재지                        | 길이 | 준공 년도 | 비고      |
| --------- | ----------------------------- | ---- | --------- | --------- |
| 서천터널  | 충청남도 서천군 기산면 황사리 | 573m | 2009년    | 공주 방면 |
| 서천터널  | 충청남도 서천군 기산면 가공리 | 573m | 2009년    | 서천 방면 |
| 가덕터널  | 충청남도 부여군 옥산면 가덕리 | 373m | 2009년    |           |
| 부여2터널 | 충청남도 부여군 옥산면 가덕리 | 250m | 2009년    |           |
| 부여1터널 | 충청남도 부여군 은산면 신대리 | 181m | 2009년    |           |
| 앵봉터널  | 충청남도 청양군 청남면 내직리 | 760m | 2009년    |           |

## 나들목 · 분기점
- 여기서 숫자는 진출입교차점 (IC 및 JC) 번호를 말하고, TG는 요금소(Tollgate), SA는 휴게소(Service Area)를 뜻한다.
- 거리의 단위는 km이다.

| 번호 | 이름           | 로마자 이름     | 구간 거리 | 누적 거리 | 접속 노선                                                                        | 소재지   | 소재지 | 비고                                       |
| ---- | -------------- | --------------- | --------- | --------- | -------------------------------------------------------------------------------- | -------- | ------ | ------------------------------------------ |
| 1    | 동서천         | E.Seocheon      | -         | 0.00      | 장산로(국도 제29호선, 국가지원지방도 제68호선)                                   | 충청남도 | 서천군 | 평면교차로                                 |
| TG   | 동서천 요금소  | E.Seocheon TG   | 1.52      | 1.52      |                                                                                  | 충청남도 | 서천군 | 본선요금소                                 |
| 2    | 동서천 분기점  | E.Seocheon JC   | 0.66      | 2.18      | 15호선 서해안고속도로                                                            | 충청남도 | 서천군 |                                            |
| 3    | 서부여         | W.Buyeo         | 20.63     | 22.81     | 국도 제4호선 (대백제로)                                                          | 충청남도 | 부여군 |                                            |
| SA   | 부여백제휴게소 | Buyeo-Baekje SA |           |           |                                                                                  | 충청남도 | 부여군 | 양방향                                     |
| 3-1  | 부여 분기점    | Buyeo JC        |           |           | 17호선 익산평택고속도로                                                          | 충청남도 | 부여군 |                                            |
| 4    | 부여           | Buyeo           | 8.86      | 31.67     | 국도 제29호선 (충절로) 국도 제39호선 (대백제로·충의로) 지방도 제723호선 (충의로) | 충청남도 | 부여군 |                                            |
| 5    | 칠갑산         | Cheongyang      | 12.42     | 44.09     | 국도 제36호선 (칠갑산로) 국도 제39호선 (충의로)                                  | 충청남도 | 청양군 |                                            |
| SA   | (청양휴게소)   | (Cheongyang SA) |           |           |                                                                                  | 충청남도 | 청양군 | 양방향(임시 휴게소) (양방향 주유소 없음)   |
| 6    | 서공주         | W.Gongju        | 13.72     | 57.81     | 국도 제32호선 (차동로·동대리길) 국도 제36호선 (공수원로·차동로)                  | 충청남도 | 공주시 |                                            |
| 7    | 서공주 분기점  | W.Gongju JC     | 3.55      | 61.36     | 30호선 서산영덕고속도로 (25호선 논산천안고속도로)                                | 충청남도 | 공주시 | 영덕방향 진출시 논산천안고속도로 간접 연결 |

## 주요 통과지
충청남도
- 서천군 (화양면 - 기산면 - 마산면 - 시초면 - 마산면) - 부여군 (옥산면 - 남면 - 홍산면 - 내산면 - 구룡면 - 은산면 - 규암면 - 은산면 - 규암면) - 청양군 (장평면 - 청남면 - 장평면 - 청남면 - 장평면 - 청남면 - 목면) - 공주시 우성면

## 같이 보기
- 서해안고속도로